# Smerinthulus mirabilis
Espèce
Smerinthulus mirabilis est une espèce d'insectes lépidoptères de la famille des Sphingidae, de la sous-famille des Smerinthinae, de la tribu des Smerinthini et du genre Smerinthulus.

## Description
L' envergure varie de 44 à 82 mm. Le bord costal de l'aile postérieure est excavé, ce qui donne un lobe sous-apical visible qui se projette vers l'avant. Il y a une rangée centrale de points dorés pâles sur la partie supérieure de l'abdomen et une bande fauve sur le dessus de l'aile antérieure.

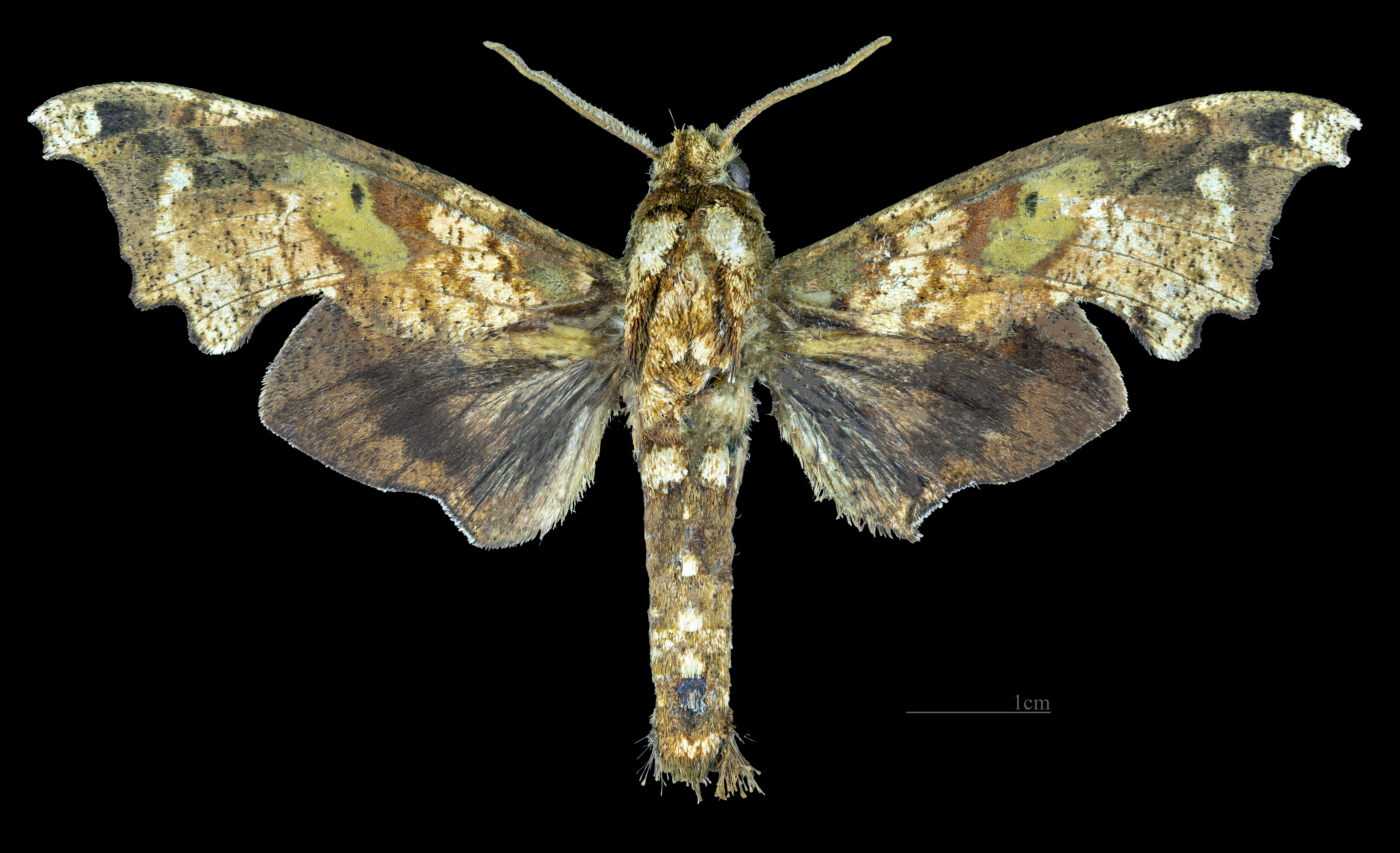
Apers du mâle (coll.MHNT)
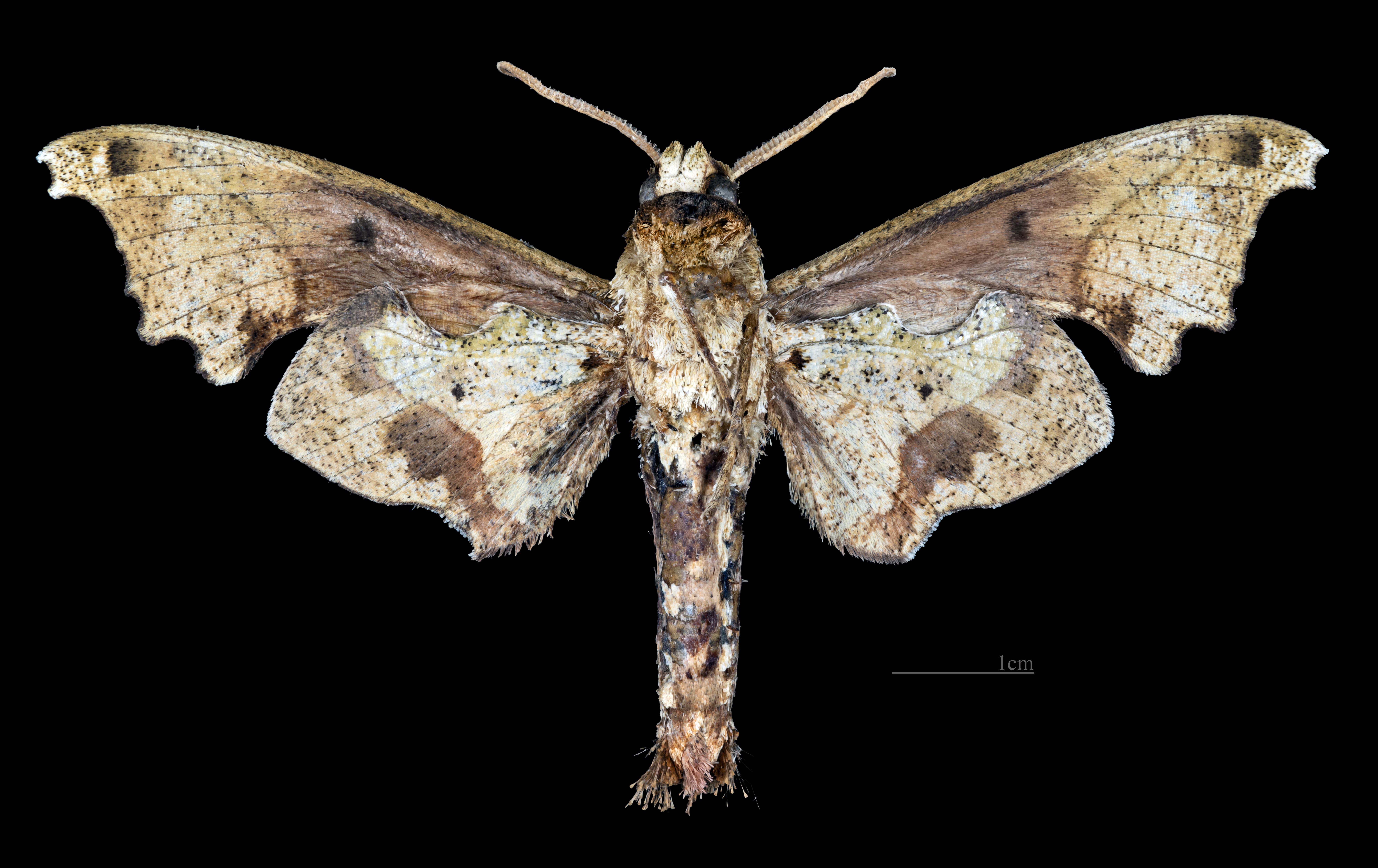
revers du mâle (coll.MHNT)

## Répartition et habitat
Répartition
L’espèce est connue au Népal, dans le nord-est de l'Inde, au nord de la Thaïlande, dans l'Anhui en Chine et à Taïwan.
Habitat
L'habitat est constitué de forêts de chênes verts à haute altitude.

## Systématique
- L'espèce Smerinthulus mirabilis a été décrite par l'entomologiste Lionel Walter Rothschild en 1894[1] sous le nom initial de Cypa mirabilis.
- La localité type est Khasia Hills, Etat d'Assam, Inde.

### Synonymie
- Cypa mirabilis Rothschild, 1894 protonyme
- Degmaptera mirabilis (Rothschild, 1894) Le genre Degmaptera a été déclassé en 2014 en raison de l’antériorité du terme Smerinthulus[2]

### Liste des sous-espèces
- Smerinthulus mirabilis mirabilis
- Smerinthulus mirabilis lamdongensis
- Smerinthulus mirabilis orientosinica
- Smerinthulus mirabilis tonkiniana

## Biologie
Les chenilles ont été observées se nourrissant de Quercus fenestrata dans les collines Khasi en Inde.